# Miguel III Obrenović
Miguel III Obrenović (en serbio Михаило Обреновић, Mihailo III Obrenović; 16 de septiembre [4 de septiembre según el calendario juliano] de 1823-10 de junio [29 de mayo según el calendario juliano] de 1868) fue un miembro de la dinastía Obrenović que reinó dos veces como Príncipe de Serbia. Su primer reinado duró desde 1839 hasta 1842, cuando fue derrocado, y de nuevo desde 1860 hasta su asesinato en 1868.

## Juventud y primer reinado
Mihailo (o Miguel) era hijo del príncipe Miloš I de Serbia y su mujer, Ljubica Vukomanović; nació en la ciudad serbia de Kragujevac. Era el segundo hijo de la pareja, aunque su hermano mayor, Milan II Obrenović, estaba frecuentemente enfermo, y de hecho murió bastante joven.
El 25 de junio de 1839 su padre abdicó a favor de su hermano Milan, que por aquel entonces se estaba muriendo. Tras su muerte (y uno de los reinados más cortos de la Historia), Miguel ascendió al trono serbio. No obstante, era un joven inexperto y a duras penas pudo hacerse cargo de los numerosos problemas tanto internos como externos que afectaban a Serbia.
En 1842 su desastroso reino llegó a su fin cuando triunfó un levantamiento acaudillado por Toma Vučić-Perišić, tras el cual la dinastía de los Karađorđević ascendió al trono serbio.
Once años más tarde, Miguel contrajo matrimonio con la condesa húngara Júlia Hunyady de Kéthely (1831-1919). La pareja no fue feliz, y nunca llegaron a tener hijos.

## Segundo reinado y asesinato
Finalmente, Miguel fue llamado de nuevo a ocupar el trono en 1860 tras la muerte de su padre, que había recuperado el trono un par de años antes. Durante los siguientes ocho años reinó como un monarca ilustrado absoluto. Dedicado a sus ideales de modernización, aportó a su consecución parte de su fortuna personal. Trató de poner fin a la rivalidad entre los Obrenović y los Karađorđević permitiendo la vuelta de los partidarios de la dinastía rival.
De carácter más formal y reservado que su padre, introdujo el ceremonial en la corte. Menos campechano que su progenitor, impuso las audiencias para entrevistarse con él. Industrioso, serio, idealista y patriótico, era, empero, titubeante y algo limitado intelectualmente. Era más ambicioso que Miloš y se fijó como meta el alzamiento de los pueblos balcánicos contra los turcos y la formación de un nuevo Estado en la península. Para lograrlo creía necesario acabar con lo que consideraba disputas partidistas y concentrar el poder en sus manos. En política interior deseaba el desarrollo del principado, pero pensaba que, dado el escaso nivel de vida y de cultura en Serbia, esto solo se podía alcanzar mediante un gobierno autoritario ilustrado.
Trató infructuosamente de nombrar un Gobierno de coalición de conservadores y liberales; los primeros se negaron a colaborar con los segundos. Obrenović nombró entonces un gabinete de funcionarios que apenas se sostuvo un año. Seguidamente, en 1861, Obrenović entregó el Gobierno a los conservadores, que se mantuvieron al frente del Ejecutivo hasta 1867. Su reinado fue, en esencia, una disputa continua entre conservadores y liberales; los primeros lograron despojar a los segundos de todo puesto gubernamental en los primeros tres años que ejercieron el poder.
A partir de la renuncia de los conservadores en 1867 a causa de la pretensión del príncipe de contraer un nuevo matrimonio con una prima segunda, los liberales redoblaron las críticas a lo que creían pasividad de Obrenović respecto a la «liberación» de los serbios del gobierno otomano. Los liberales exigían además mayores libertades.
La economía no mejoró notablemente durante el reinado. Los intentos de reforma de Obrenović destinados a aumentar los ingresos del principado fracasaron, si bien se pudo equilibrar el presupuesto en los últimos años del reinado. Obrenović creó, con escaso éxito, un sistema de crédito para el campesinado, aquejado por entonces por las deudas. Aunque se acometieron planes para fomentar el tráfico fluvial, fundar un banco nacional y construir líneas férreas, ninguno de ellos se llevó a la práctica. Las principales mejoras se dieron en la minería y en la cría de gusanos de seda.
Los últimos tres años al frente del principado quedaron marcados por sus problemas maritales, que influyeron en la política serbia. Tras diversas peripecias, los esposos acordaron separarse a finales de 1865. El problema surgió del deseo de Obrenović de volver a casarse, esta vez con una prima segunda suya, veinticinco años menor que él —Katarina Konstantinović tenía por entonces quince años—. Para la mayoría de los ministros, esto suponía incesto, y se negaron a refrendar los planes del príncipe. Obrenović destituyó al conservador Ilija Garašanin, pero no pudo pactar con los liberales acaudillados por Jovan Ristić, que exigieron cierta liberalización del sistema político.
El 10 de junio de 1868, mientras paseaba con su sobrina Katarina Konstantinović (hija de su hermana Anka Obrenović), fue asesinado a tiros. Se sospechó que los Karađorđević podían estar detrás del magnicidio (Katarina Konstantinović también murió en el acto), pero el caso nunca ha sido esclarecido.
Curiosamente, una nieta de Anka Konstantinović se casó con el príncipe Mirko de Montenegro, cuya hermana Zorka estuvo casada con Pedro I de Serbia, de la Casa Real de Karađorđević.

## Distinciones honoríficas
- Soberano Gran Maestre (y fundador) de la Orden de Takovo (Principado de Serbia, 24/03/1865).